# Anaeudora apicalis
Anaeudora apicalis är en tvåvingeart som först beskrevs av Matsumura 1916.  Anaeudora apicalis ingår i släktet Anaeudora och familjen parasitflugor. Inga underarter finns listade i Catalogue of Life.